# Pont roman de Mane
Le pont roman de Mane ou pont sur la Laye ou pont des trois arches (ou, improprement, pont romain) est un pont de pierre à trois arches qui franchit la Laye à Mane, dans les Alpes-de-Haute-Provence.

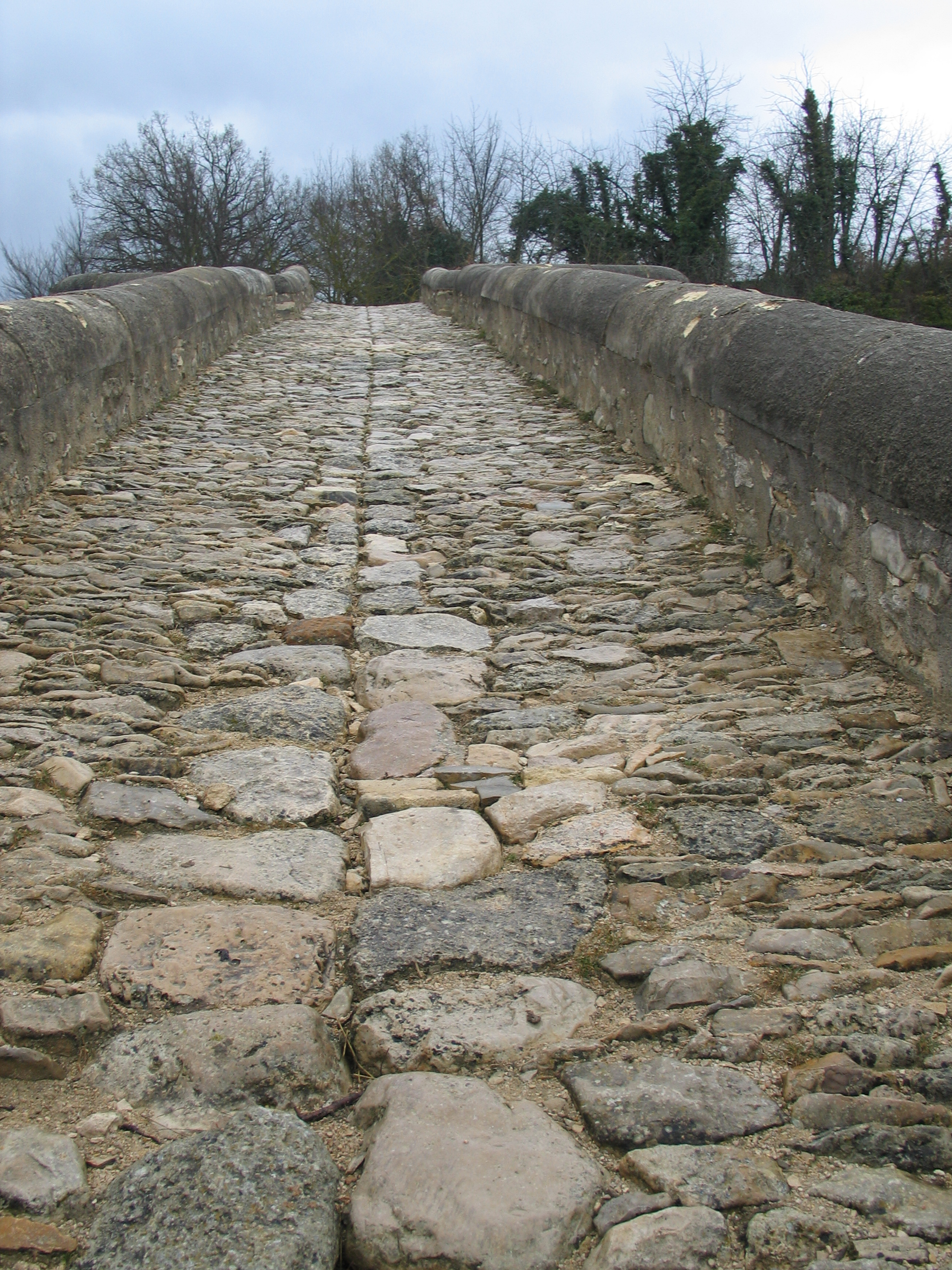
Pont sur la Laye, à Mane.

## Histoire
C'est un pont roman à becs, du XIIe siècle ou du XIIIe siècle, qui pourrait être daté de la même époque que le prieuré Notre-Dame de Salagon. 
Seule la plus grande arche est médiévale. Un document montre que les deux plus petites, côté est, et les becs ont été construits en 1626 pour remplacer le remblai initial qui faisait barrage, emporté par une crue de la Laye. Il se peut que la grande arche ait été reprise à cette occasion. Les minutes notariales donnent des détails techniques sur la construction par Anthoine Christol, maçon à Mane.
Il a été classé monument historique par un arrêté du 28 janvier 1970.

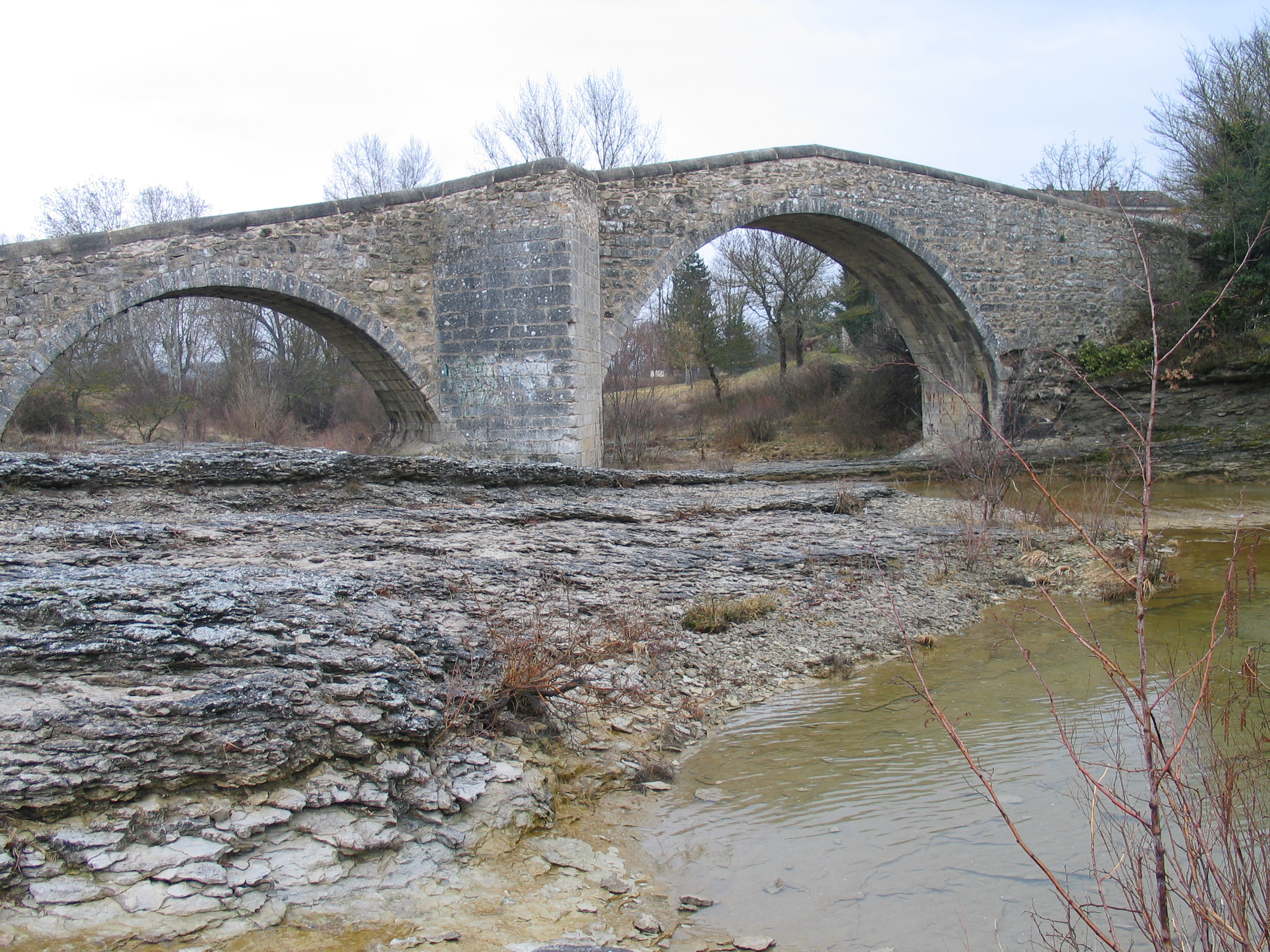
Pont sur la Laye, à Mane.

## Dimensions
Les trois arcs en plein cintre sont hauts respectivement de 6,90 m, 3,40 m et 1,60 m. La longueur du pont atteint 40 m et le tablier a une largeur de 3,20 m .